# Ch'ti (linguistique)
Pour les articles homonymes, voir Ch'ti.
Ch'ti, chti, ou encore artésien urbain, est l'appellation coutumière donnée au picard parlé dans le bassin minier. Ses locuteurs arrivent souvent à l'intercompréhension avec les usagers des autres formes picardes usitées en Picardie même (amienois, artésien rural, beauvaisien, camberlot).

## Dénomination
Le chti, également appelé ch'ti, ch'timi, chtimi ou artésien urbain est, à l'origine, la langue d'oïl picarde parlée dans le bassin minier du Nord-Pas-de-Calais et à Lille.

## Histoire
Le ch'ti est un dialecte du picard. Le picard est une langue qui a pour origine la langue d'oïl parlée autrefois dans le nord de la Gaule gallo-romaine puis franque. Elle a évolué depuis le latin vulgaire venu des invasions romaines et du parler germanique des Francs au Ve siècle. L'une des premières traces écrites est la Séquence de sainte Eulalie, écrite à la fin du IXe siècle. À cette époque, cette langue était nommée « roman » (lingua romana rustica) (comme tous les parlers de la moitié nord de l'actuelle France) ou « langue romane vulgaire ». La dénomination « picard » est apparue plus tard, vers les XIIe – XIIIe siècle quand la différence entre le parler du nord et le parler franceis était désormais flagrante.
Quant aux dénominations ch'ti/chti ou ch'timi/chtimi, elles ont été inventées durant la Première Guerre mondiale par des Poilus qui n’étaient pas de la région pour désigner leurs camarades originaires du Nord ou du Pas-de-Calais. C'est un mot onomatopéique créé à cause de la récurrence du phonème /ʃ/ (ch-) et de la séquence phonétique /ʃti/ (chti) en picard. Par exemple, les chtis eurent pour habitude de prononcer tabatière (/tabatjεʀ/) par tabat-ch-ière (/tabatʃjεʀ/), le son ch (/ʃ/) faisant systématiquement son apparition entre le t et le ie dans les mots de la langue française (par exemple, pour tiens, tiers, héritiers, entier, etc.). Ch'ti en picard signifie, selon le contexte, « celui » ou « ceux », ce mot vient de l'ancien français du nord de la France chettui, chestui, qui est à rapprocher de l'ancien français cestui, encore usité jusqu'au XVIIe siècle. Exemple : « Chti qui est nin contint i a qu'à vnir èm vir » (Celui qui n'est pas content n'a qu'à venir me voir) ou « ch'est chti qui féjot toudis à s'mote » (c'est celui qui en faisait toujours à sa tête). On retrouve aussi cette récurrence dans le dialogue du type « Ch’est ti qui a fait cha? — Non, ch’est mi » (C’est toi qui as fait ça ? — Non, c’est moi).
Contrairement à ce qui est parfois dit, « chti/chtimi » ne signifie ni « petit » ni « chétif » en picard, puisque petit se traduit par p'tit, tiot ou tchiot, donc rien à voir avec l'ancien français ch(e)ti(f) < lat. captivu(m).

## Dans la culture
Dans le Nord-Pas-de-Calais, le précurseur en ch'ti date du XVIIIe siècle. Il s'agit du Lillois François Cottignies dit Brûle-Maison. La renaissance littéraire suivit au XIXe siècle avec Henri Carion dit Jérôme Pleum'coq de Cambrai qui laissa des écrits politiques. Vinrent ensuite Alexandre Desrousseaux de Lille, l'auteur du Le P'tit Quinquin, également appelé Eul Canchon Dormoire ; Marceline Desbordes-Valmore de Douai, dont certains écrits étaient en ch'ti, Jules Watteeuw de Tourcoing, également appelé Le Broutteux.
Unique en France, des mineurs commencent à écrire. Jules Mousseron de Denain est le plus connu. Il écrit Cafougnette, qui depuis est rentré dans le folklore régional. Dans les années 1960, Léopold Simons, surnommé le Pagnol du Nord, écrit des pièces de théâtre dans cette langue. En 2002, plus de deux cents auteurs écrivent dans ce « patois ».
Des bandes dessinées ont également été écrites ou traduites en picard. La première est Les Bijoux de la Castafiore (traduit en Les Pinderleots de l’Castafiore) des aventures de Tintin. Sortie en 1980, elle est traduite par Lucien Jardez,. Le Secret de La Licorne (traduit en El' sécrét d'La Licorne) et Le Trésor de Rackham le Rouge (traduit en El' Trésor du Rouche Rackham), tous les deux traduits par Bruno Delmotte,. Dans Astérix, trois albums sont traduits à la demande des éditions Albert-René et d'Albert Uderzo : Astérix et la Rentrée gauloise (traduit en Astérix, i rinte à l'école), sorti en 2004, Le Grand Fossé (traduit en Ch'village copè in II), sorti en 2007 et L'Anniversaire d'Astérix et Obélix - Le Livre d'or (traduit en Astérix pi Obélix is ont leus ages - Ch’live in dor), sorti en 2010. Les histoires ont été traduites par Alain Dawson, Jacques Dulphy et Jean-Luc Vigneux. Un album de Martine de Marcel Marlier et Gilbert Delahaye et du Chat de Philippe Geluck ont également été traduits en ch'ti par Bruno Delmotte. Le premier, sorti en 2006, s'intitule Martine à l'cinse qui est la traduction de Martine à la ferme, et le second est El'Cat i-ést contint, traduction du Chat est content sorti également en 2010. Lucky Luke a été également traduit en ch'ti, par Frédéric Maslanka, petit-fils de Jules Mousseron. Sa traduction de La Belle Province en Ch' Bièle provinch’ a provoqué une polémique. Il s'expliqua sur son blog en soulignant qu'il n'écrit pas en picard mais en ch'ti.
En musique, c'est Edmond Tanière qui a certainement le plus représenté la langue ch'ti. Plus tard, Renaud reprendra plusieurs de ses chansons ainsi que quelques compositions originales dans son album Renaud cante el' Nord sorti en 1993. Le groupe lillois Killer Ethyl est également connu pour avoir écrit en 1985 l'une des premières chanson rock en ch'ti, J'artourne a l'fabrique.

### Nuances de Picard
En 2014 est publié Le Petit Nicolas en picard, avec 3 différentes sortes de picard, selon les histoires : deux histoires en picard d'Amiens, traduites par Alain Dawson, deux histoires en picard de l'Artois, traduites par Jacques Dulphy et Jean-Luc Vigneux, et deux histoires en picard de Tournai, traduites par Bruno Delmotte,.

### Autres références
1. ↑  Astérix pi Obélix is ont leus ages - Ch’live in dor.
2. 1 2 3 4  Alain Dawson, « Le picard est-il bienvenu chez les Chtis ? » [PDF] (consulté le 2 juillet 2011)
3. ↑  http://www.cnrtl.fr/definition/chtimi%7C "pour Rob. Suppl. chtimi serait composé de ch'ti « chétif » [mais captivus ne paraît pas survivre en picard]"
4. ↑  Guy Dubois, Ces bonnes histoires que l'on appelait des Cafougnettes, Presse de la SCIE de Bully-les-Mines, novembre 1993, 237 p. (ISBN 2-9503107-2-9), p. 3
5. 1 2 3  Bruno Delmotte, Les Avintures de Tintin : El' Sécrét d'La Licorne, Casterman, 2005, 66 p. (ISBN 978-2-203-00925-7 et 2-203-00925-X), p. 66
6. 1 2 3  Bruno Delmotte, Les Avintures de Tintin : El' Trésor du Rouche Rackham, Casterman, 66 p. (ISBN 978-2-203-00926-4 et 2-203-00926-8), p. 66
7. ↑  « Astérix en picard », Astérix (consulté le 1er juillet 2011)
8. ↑  Denis Vanderbrugge, « El'Cat i-ést contint, Bruno auchi », L'Avenir, 2010 (consulté le 2 juillet 2011)
9. ↑  « Denain », Office de tourisme de la Porte du Hainaut (consulté le 2 juillet 2011)
10. ↑  Site officiel petitnicolas.com
11. ↑  Le Petit Nicolas en picard sur Francebleu
12. ↑  Le Petit Nicolas en picard sur RTBF